# Leszek Miller
Leszek Cezary Miller (3 de julio de 1946 - ) fue el primer ministro de Polonia desde septiembre de 2001 hasta el 2 de mayo de 2004.
Nació en Żyrardów, en el centro de Polonia. En 1969 se unió al PZPR, el partido comunista que gobernaba Polonia entonces. Hasta 1970, trabajó como electricista en una fábrica textil en Zyrardow. En 1977 se graduó en la Escuela Superior de Ciencias Políticas (Wyższa Szkoła Nauk Społecznych). Fue miembro del Partido Obrero Unificado Polaco (PZPR) entre 1969 y 1989. Entre 1977 y 1982 trabajó en el Comité Regional del PZPR en Skierniewice. Desde 1988 fue secretario del PZPR, y desde 1989 miembro del politburó del PZPR.
Después de la disolución del PZPR, entre 1989 y 1993, Miller fue secretario general del SdRP. Miembro del Sejm a partir de 1991. Ministro del Trabajo bajo el gobierno de Waldemar Pawlak, ministro de Asuntos Interiores durante los mandatos de Józef Oleksy y Włodzimierz Cimoszewicz. Presidente del partido Alianza de la Izquierda Democrática entre diciembre de 1999 y marzo de 2004. Ha sido primer ministro de Polonia desde septiembre de 2001. El 26 de marzo de 2004, anunció su dimisión, que se hizo efectiva el 2 de mayo, un día después de la adhesión de Polonia a la Unión Europea.
Su gobierno se ha vuelto impopular debido a los altos índices de desempleo, escándalos de corrupción (sobre todo el asunto Lew Rywin) y el apoyo de Miller al presidente estadounidense George W. Bush, sobre todo en la guerra contra Irak en 2003. En abril de 2004, el exministro de Tesoro Wiesław Kaczmarek (actualmente en un partido socialista escindido llamado Socjaldemokracja Polska) le acusó de utilizar servicios de contrainteligencia por motivos políticos. Una encuesta de abril de 2004 mostró que un 92% de los polacos tenían una opinión desfavorable del gobierno de Miller.
El gobierno de Miller ha llevado tropas polacas a la invasión y ocupación de Irak. También ha completado las negociaciones para la adhesión de Polonia a la Unión Europea.